# アノミー
アノミー（英: 仏: anomie）は、社会の規範が弛緩・崩壊することなどによる、無規範状態や無規則状態を示す言葉。フランスの社会学者エミール・デュルケームが社会学的概念として最初に用いたことで知られる。

## 概要
もともとはギリシア語の「無法律状態（アノミアー）」を意味する。デュルケームは著書『社会分業論』（1893年）と『自殺論』（1897年）において「アノミー」の概念を提示した。『社会分業論』においては、社会的分業において分化した機能を統合する相互作用を営まないために共通の規範が不十分な状態を示す。
『自殺論』においては、経済の危機や急成長などで人々の欲望が無制限に高まるとき、欲求と価値の攪乱状態が起こり、そこに起こる葛藤をアノミーとしている。
『自殺論』においては自殺は次の4つの形態に分類される。
1. 自己本位的自殺
2. 集団本位的自殺
3. アノミー的自殺
4. 宿命的自殺

この中で、アノミー的自殺（仏: suicide anomique）は、急激な社会変動や性的自由化などによる欲望の過度の肥大化の結果、個人の不満・焦燥・幻滅などの葛藤を経験する個人に起きやすいものであるとした。

## デュルケーム以後
- アメリカの政治学者、セバスティアン・デ・グレージアはデュルケームを継承し、アノミーを単純アノミーと急性アノミーに区別し、アノミーによる価値葛藤の類型化を行なった。
- アメリカの社会学者、ロバート・キング・マートンは、論文「社会構造とアノミー」において、文化的目標とそれを達成するための制度的手段にギャップが存在する場合にアノミーが生じるとした。この主張は「緊張理論」と呼ばれる。